# Ernst Resch

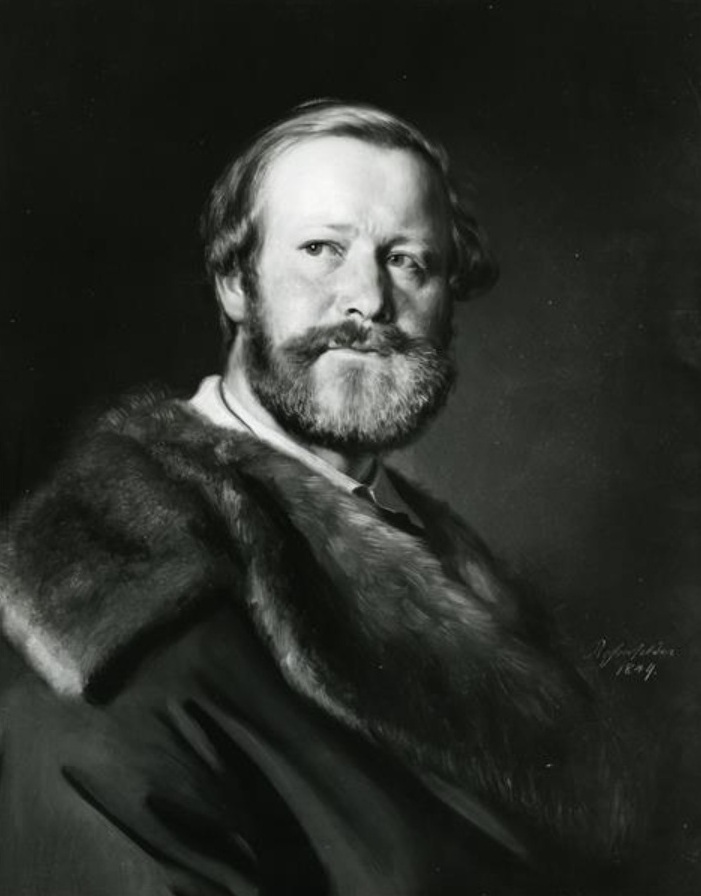
Ernst Resch, Gemälde von Ludwig Rosenfelder (1849)

Ernst Resch, auch Ernst Wilhelm Rösch, (* 31. Dezember 1807 in Meißen oder 1808 in Dresden; † 26. September 1864 in Breslau) war ein deutscher Maler des Biedermeier.

## Leben
Resch war der Sohn eines Meißner Leinwebers. Er studierte an der Dresdner Akademie bei Moritz Retzsch und kam 1838 nach Breslau. Er wurde vor allem bekannt als Porträt- und Landschaftsmaler. 1860 wurde er in Breslau zum Professor ernannt und war aktives Mitglied der Schlesischen Gesellschaft der Freunde der Künste.
Resch wurde auf dem (heute nicht mehr existenten) Großen Friedhof von Breslau beerdigt. Arbeiten von Resch befinden sich im Nationalmuseum Warschau, dem Schlesischen Museum in Görlitz und der Berliner Nationalgalerie. Einige seiner Werke befanden sich im Nachlass Adalbert Wölfls, der ein Schüler von ihm war, darunter Porträtzeichnungen, Landschaftsskizzen und Kompositionsentwürfe. Weitere Schüler Reschs waren der Historienmaler Albrecht Bräuer, der in seinem Atelier Studien betrieb und der Porträt- und Stilllebenmaler Emil Brehmer. Ein weiterer seiner Schüler war der Landschaftsmaler Adolf Dressler (1833–1881). Resch war mit dem Dichter August Heinrich Hoffmann von Fallersleben befreundet, den er 1838 in Breslau kennengelernt hatte und von dem er ein Porträt anfertigte.

## Werke

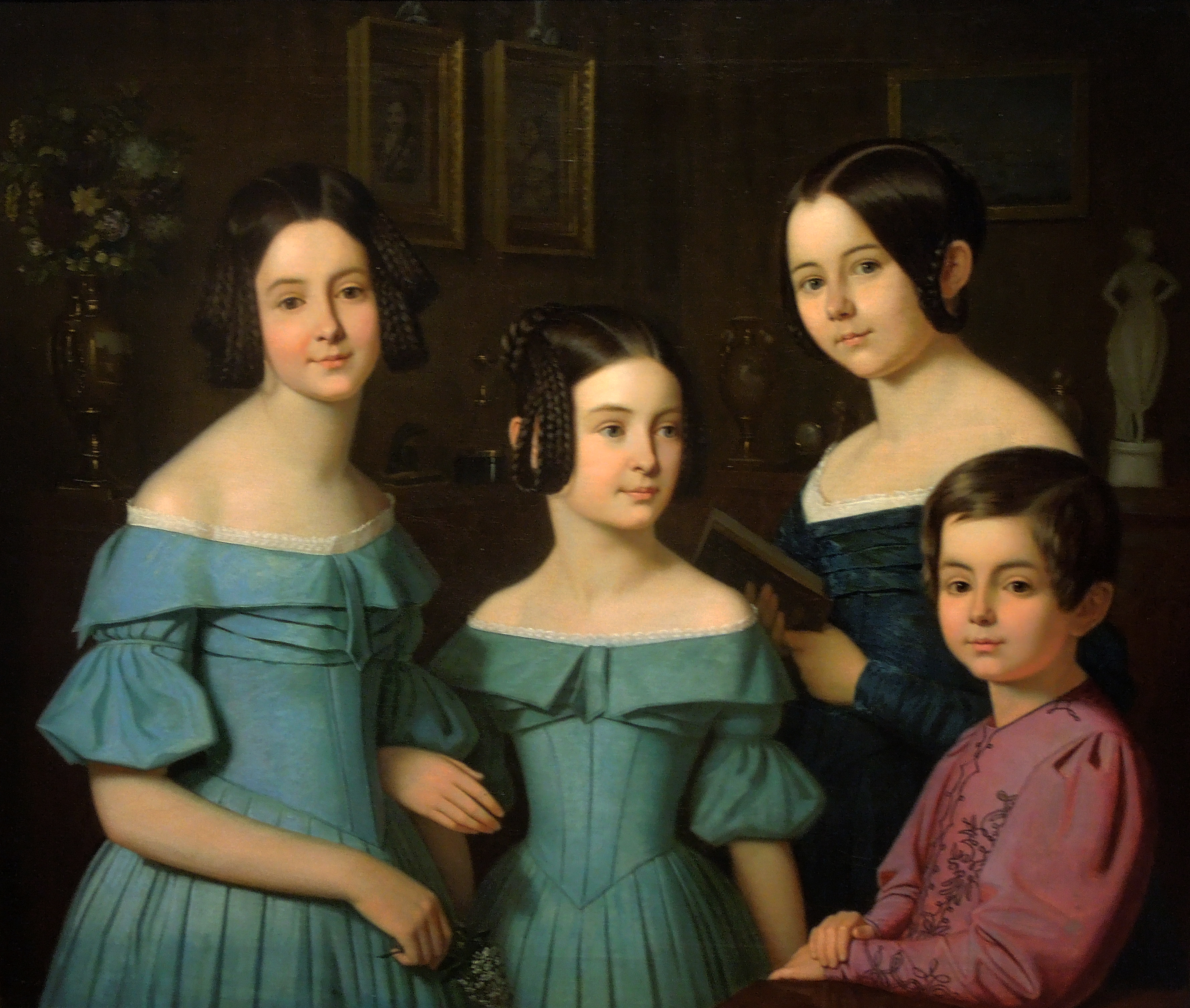
1839 – Porträt von Kindern
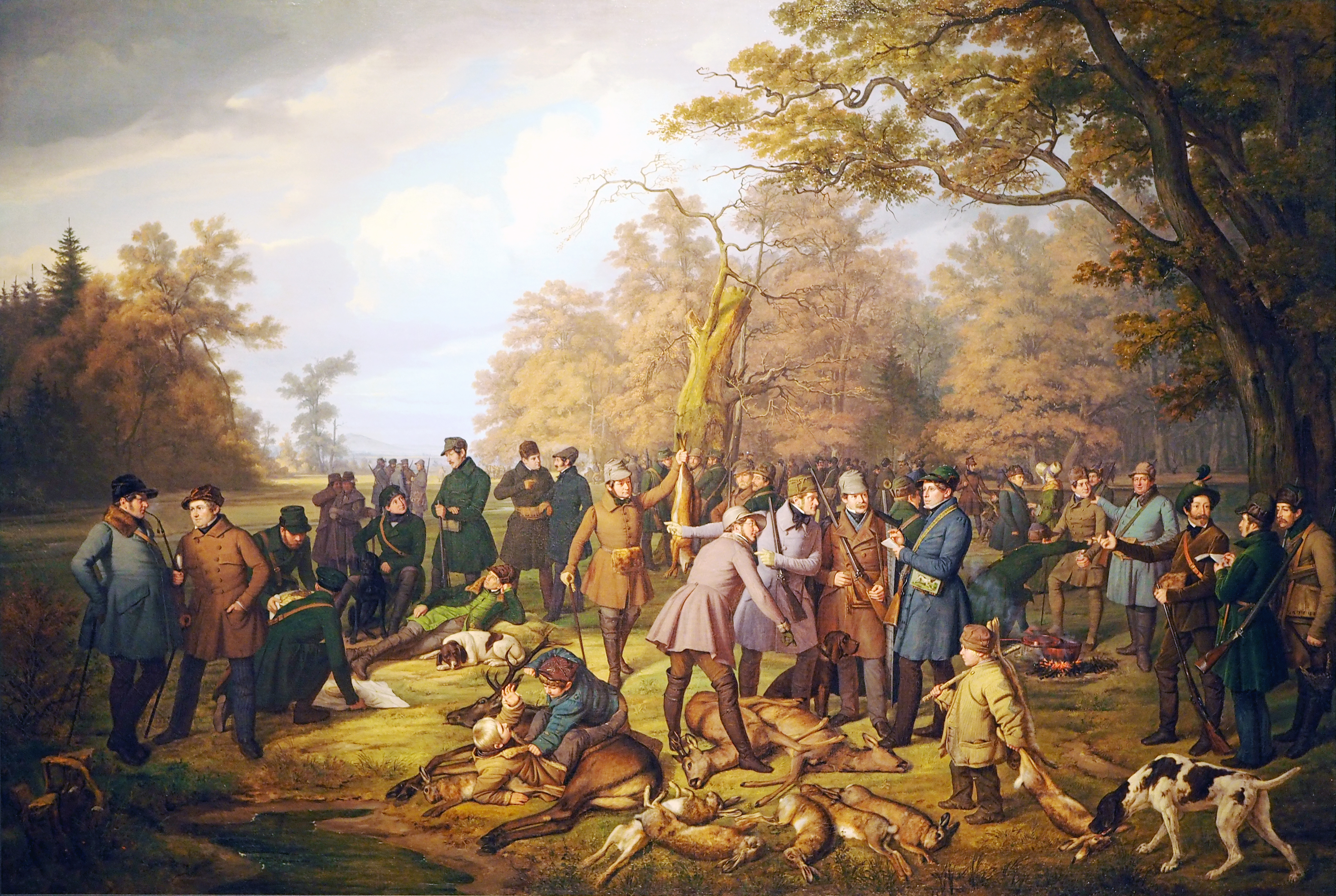
1841 – Jagdrast schlesischer Adliger
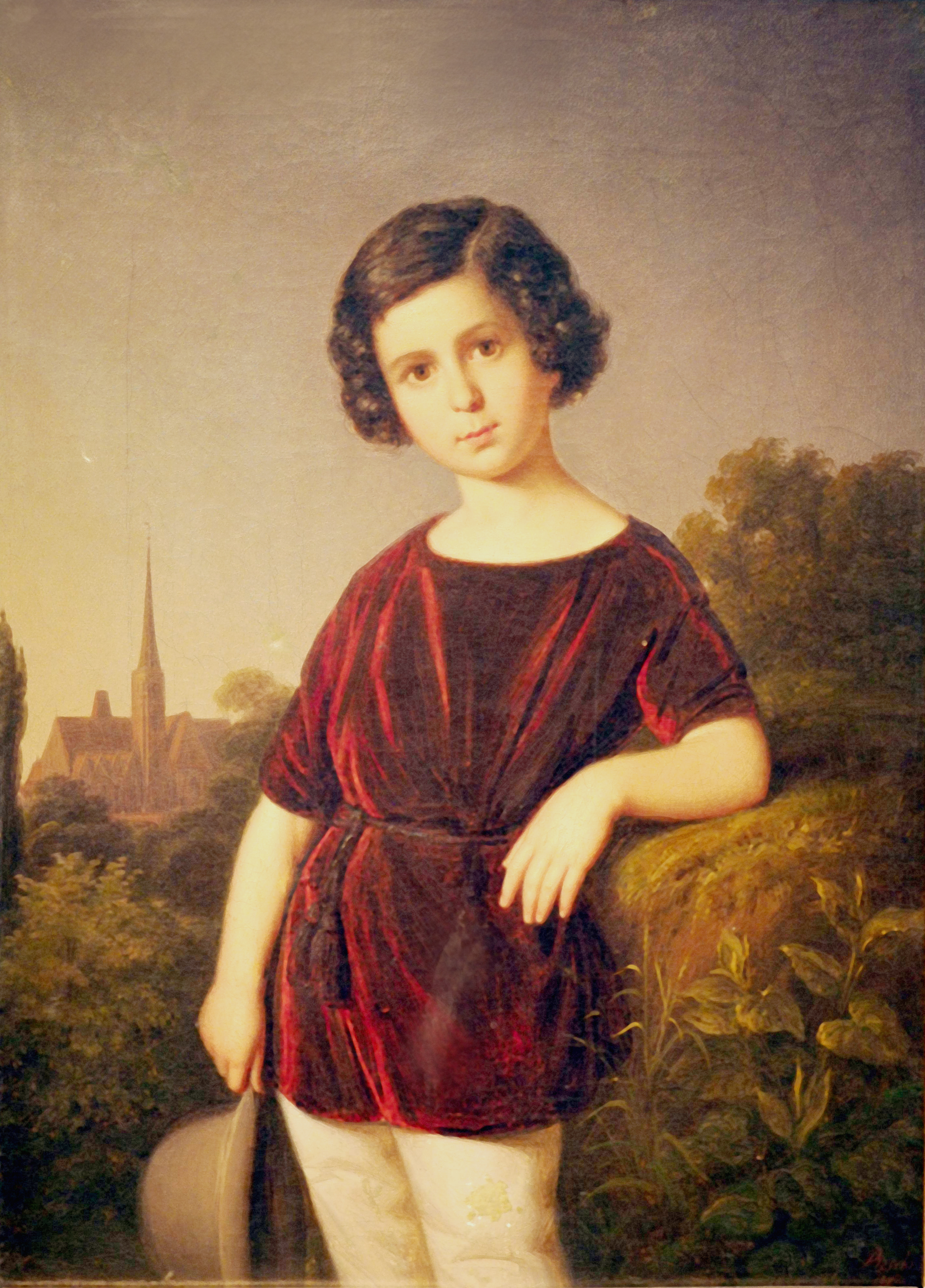
1847 – Porträt eines Knaben
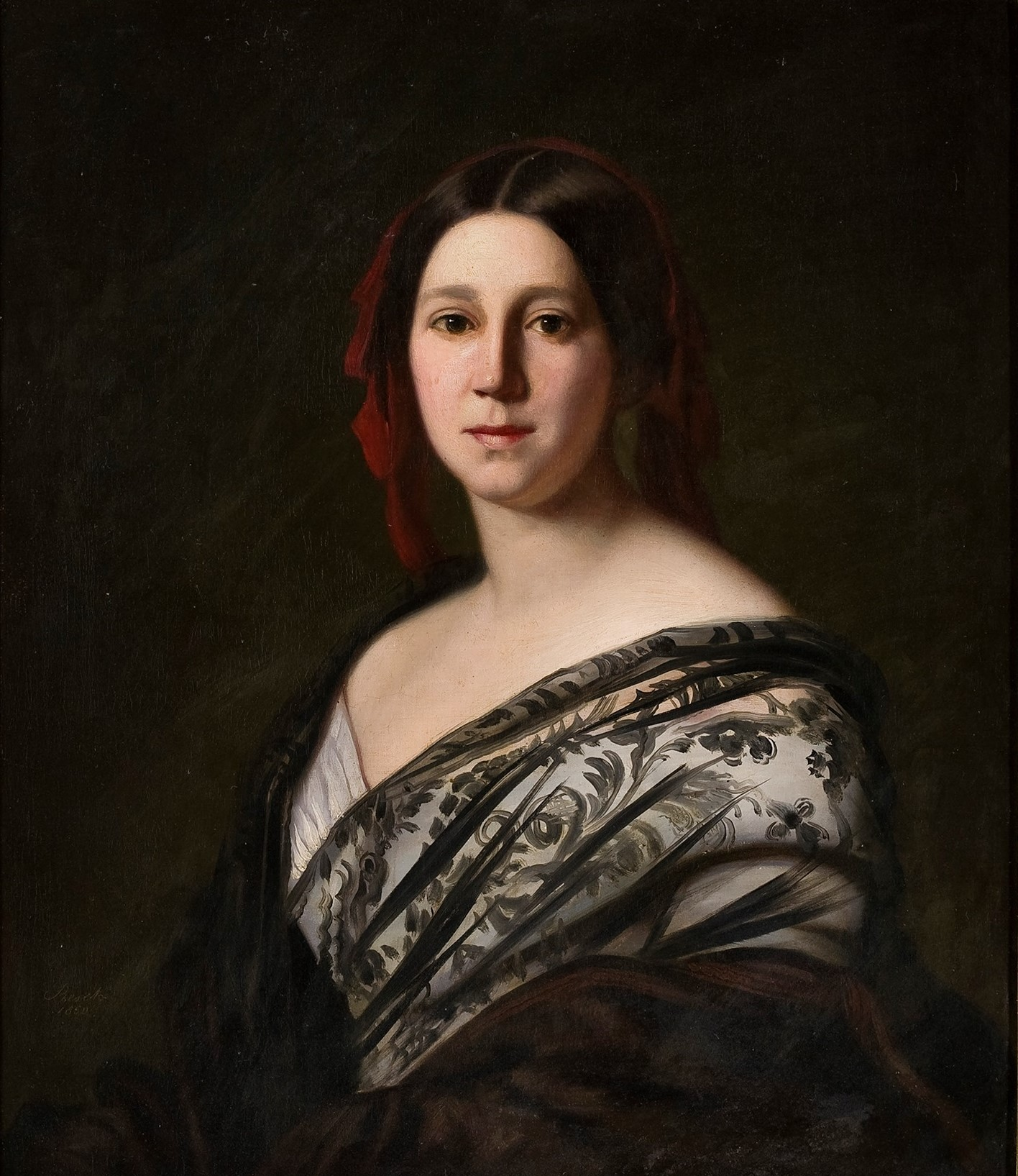
1850 – Porträt Adelheid von Hochberg, Ehefrau von Hans Heinrich XV. Fürst von Pless
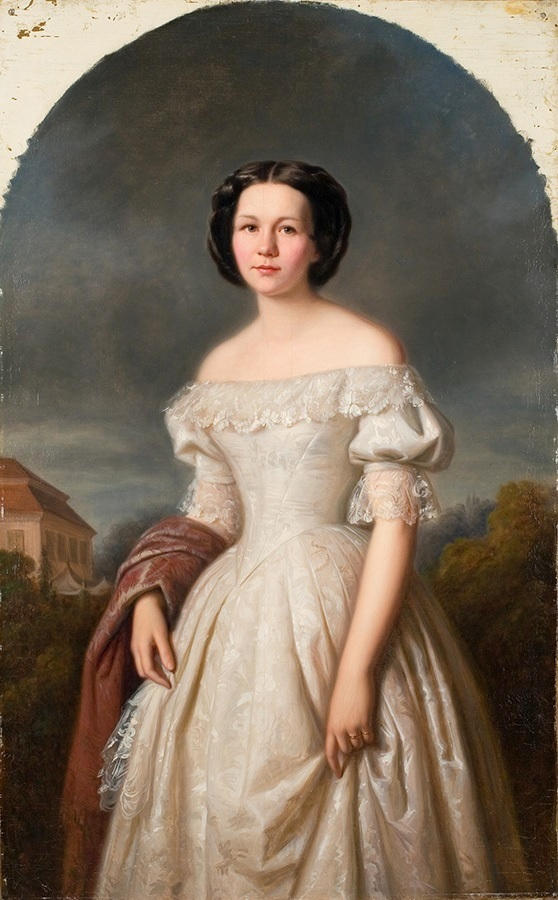
1856 – Bildnis Elisabeth von Schroeter
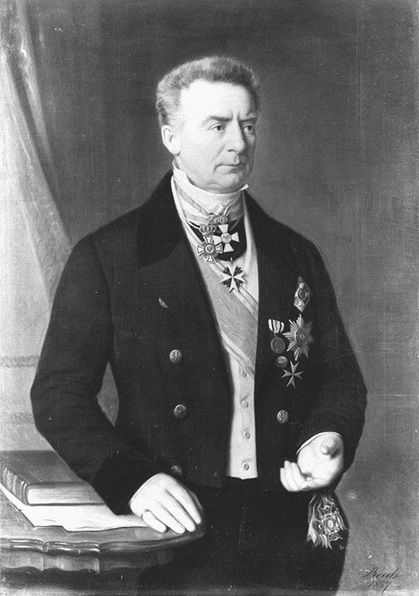
1857 – Bildnis Johann Eduard von Schleinitz
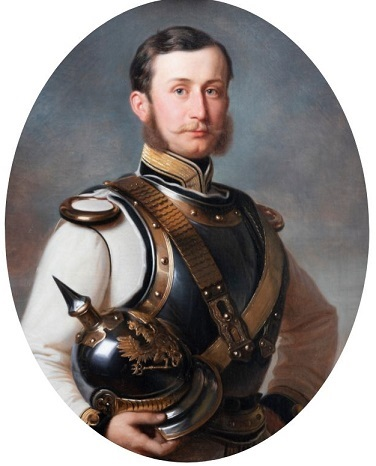
1858 – Porträt Franz von Ballestrem
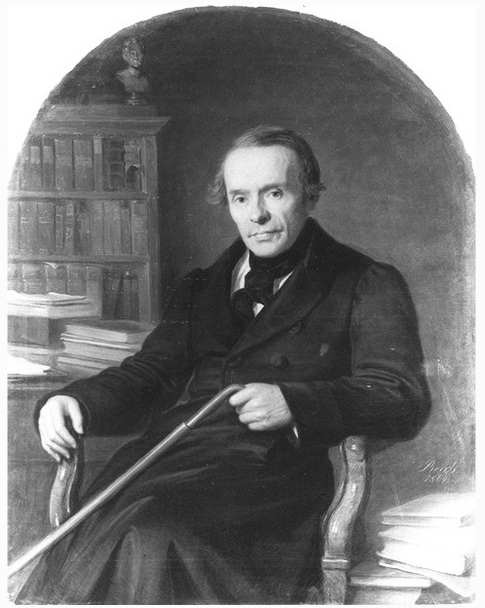
1864 – Bildnis August Kahlert